# 拉沃拉耶 (科爾多瓦省)
34°7′S 63°24′W / 34.117°S 63.400°W

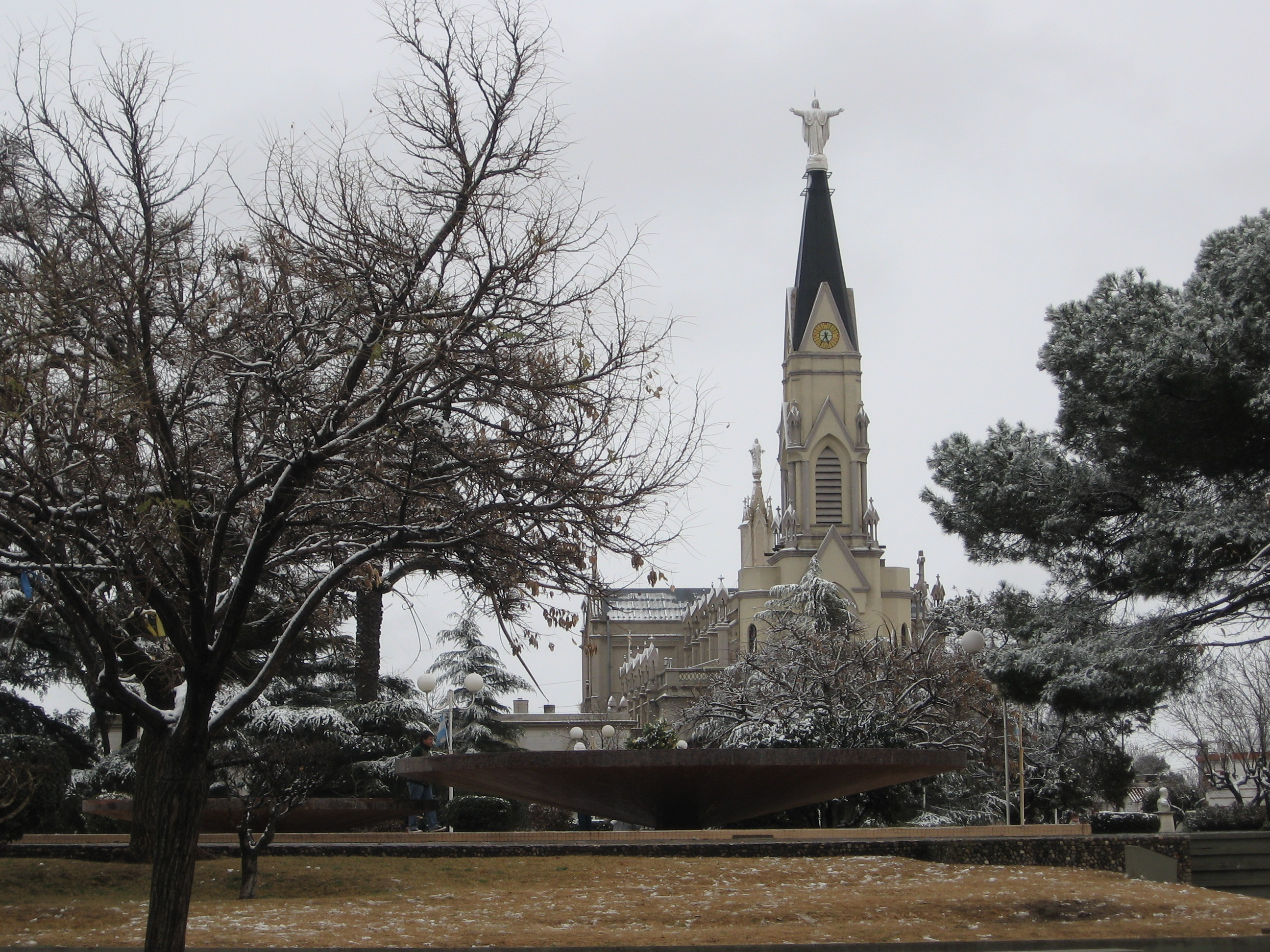
拉沃拉耶

拉沃拉耶（西班牙語：Laboulaye），是阿根廷的城市，位於該國中部科爾多瓦省，始建於1886年10月8日，海拔高度131米，每年平均降雨量856毫米，名稱來自法國政治家，2010年人口20,534。